# Amblypsilopus pulvillatus
Amblypsilopus pulvillatus är en tvåvingeart som först beskrevs av Mario Bezzi 1928.  Amblypsilopus pulvillatus ingår i släktet Amblypsilopus och familjen styltflugor.
Artens utbredningsområde är Fiji. Inga underarter finns listade i Catalogue of Life.